# DMZ Peace Train Music Festival
Das DMZ Peace Train Music Festival ist ein jährlich stattfindendes Musikfestival in Cheorwon, Südkorea. Es findet in der Nähe der Grenze zu Nordkorea statt und soll an einem Ort, der die Teilung der koreanischen Halbinsel symbolisiert, für Frieden und Wiedervereinigung werben.
Das Festival wurde von Seoul, Cheorwon und Gangwon-do ausgerichtet. Es wurde ins Leben gerufen, als Martin Elbourne, Hauptbucher des Glastonbury Festival und The Great Escape Festival, 2017 Korea besuchte und zusammen mit den Zandari Festa-Organisatoren Kong Yoon-young und Lee Dong-yeon die DMZ besuchte. Elbourne kehrte im Januar 2018 zurück und überzeugte den Bürgermeister von Seoul Park Won-soon, den Gouverneur von Gangwon Choi Moon-soon und den Kulturminister Do Jong Hwan, das Festival zu finanzieren.
Der Hauptveranstaltungsort des Festivals ist das Goseokjeong in Cheorwon, aber auch an anderen Orten wie dem Berg Soyisan, der ehemaligen Partei der Arbeit Koreas und dem Bahnhof Woljeong-ri fanden bereits Konzerte statt, an denen nur ein begrenztes Publikum teilnehmen kann.

## DMZ Peace Train Music Festival 2018
Der Gründungsbassist der Sex Pistols, Glen Matlock, machte Schlagzeilen, als er sich bereit erklärte, auf dem Festival aufzutreten, und die Organisatoren bat, nur seine Flugkosten zu übernehmen. Das Festival fand bei freiem Eintritt statt.
| Samstag, 23. Juni | - Adoy - Bahngbek - Billy Carter - Bluse Power - Cha Jin Yeob Collective A - Galaxy Express - Hitchhiker - Idiotape - Kang San-eh - Kiha & the Faces - Kirara - Lee Sang-soon - NST & The Soul Sauce - Sunwoo Jung-a - Kid Francescoli - Mitsume - Newton Faulkner - Phum Viphurit - Txako - Vadou Game - Zenobia |
| Sonntag, 24. Juni | - Bahngbek - Cha Seung-woo (No Brain) - Crying Nut - Jambinai - Lee Seung-hwan - Life and Time - Say Sue Me - Se So Neon - SsingSsing - Anoice - Colonel Mustard and the Dijon 5 - Glen Matlock - Joyce Jonathan - No Party For Cao Dong                                                                          |

## DMZ Peace Train Music Festival 2019
Das ehemalige The-Velvet-Underground-Mitglied John Cale wurde als einer der ausländischen Headliner angekündigt, ebenso wie die koreanisch-chinesische Rocklegende Cui Jian und Seun Kuti, Sohn des nigerianischen Musikers Fela Kuti, sowie die dänische Punkband Iceage.
| Freitag, 7. Juni | - MKIT RAIN - Kingston Rudieska - Seun Kuti & Egypt 80 - Rhea Blek - Guampara Music - Xavi Sarria |
| Samstag, 8. Juni | - Kim Sa-wol X Kim Hae-won - Numnum - Dead Buttons - Sonyen - Sultan of the Disco - Jannabi - Hellivision X Kim Oki - Hyukoh - Cui Jian - Fujiya & Miyagi - Little Big Bee - Lucie, Too - Mongooz and the Magnet - Palmy |
| Sonntag, 9. Juni | - Gureung Train - Stella Jang - Amado Lee Jaram Band - Jung Tae-chun Park Eun-ok - George - Colde - So!YoON! - Elephant Gym - Iceage - John Cale - Last Train - Peace                                                    |

Es gab auch besondere Aufführungen an sensibleren Orten innerhalb der DMZ
| Freitag, 7. Juni | 1600 | Dem Berg Soyisan                        | - Yoon Jae-won                                                                                   |
| Freitag, 7. Juni | 1900 | Der ehemaligen Partei der Arbeit Koreas | - Kim Sa-wol X Kim Hae-won - Kim Ji-won (Billy Carter) - Baik Hyun-jin - Ambiguous Dance Company |
| Samstag, 8. Juni | 1300 | Dem Bahnhof Woljeong-ri                 | - Kim Cheol-woong - Wussami - Jeongmilla                                                         |

## DMZ Peace Train Music Festival 2022
Die Festivals 2020 und 2021 wurden aufgrund der COVID-19-Pandemie abgesagt. Das Festival wurde in eine Gebühr umgewandelt, und Ganztagestickets wurden für 66.000 Won verkauft.
| Samstag, 1. Oktober | - Balming Tiger - Bongjeingan - Soumbalgwang - CHS - Yoon Soo Il Band - Lang Lee - Car, the Garden - Haepaary - Hyodo and Bass - Bandit Bandit - Makimakkuk - Starcrawler                           |
| Sonntag, 2. Oktober | - OKFM - Kim Ildu and Bulsechul - Nerd Connection - Nucksal X Cadejo - No Brain - Bulgogidisco - Leenalchi X Ambiguous Dance Company - Han Young Ae - Bohemian betyars - HYBS - The Inspector Cluzo |

Wie im Jahr 2019 gab es auch im Bahnhof Woljeong-ri ein Konzert, an dem zwei Künstler teilnahmen. Es wurde nur von 150 Zuhörern besucht.
| Samstag, 1. Oktober | 150 | Dem Bahnhof Woljeong-ri | - Lang Lee - Jaehoon Kim |

## DMZ Peace Train Music Festival 2023
Im Jahr 2023 wurde die Festivalwoche in den September verlegt und das erste Line-up mit HMLTD und Mild High Club angekündigt. Auch Michael Rother von Neu! wurde später in das Line-up aufgenommen. Seit diesem Jahr betreibt das Festival einen neuen Campingplatz namens Peace Camp.
| Samstag, 2. September | - 250 - Gate Flowers - Verycoybunny - Silica Gel - CIFIKA - Wah Wah Wah - Idiotape - Lee Sang Eun - Hypnosis Therapy - Chroma - DYGL - Michael Rother - 南洋派對N.Y.P.D. - TootArd |
| Sonntag, 3. September | - Meaningful Stone - My Aunt Mary - Sogumm - Soombee - Adoy - Choi Beck Ho - Jambinai - Frente Cumbiero - HMLTD - Kiki - Mild High Club - Onra                                     |